# Latrell Sprewell
Latrell Fontaine Sprewell (Milwaukee, 8 settembre 1970) è un ex cestista statunitense, professionista nella NBA.

## Caratteristiche tecniche
Alto 196 cm, per un peso forma di circa 88 kg, Sprewell è stato soprattutto uno slasher, un penetratore dotato anche di un buon tiro da tre punti.

## Carriera

### L'esperienza con Don Nelson
Sprewell frequenta il college ad Alabama e si dichiara eleggibile per il draft NBA 1992. Viene chiamato come 24ª scelta assoluta dai Golden State Warriors. Agli ordini di coach Don Nelson Sprewell ha un buon esordio che gli vale l'inclusione nel secondo quintetto ideale dei rookie. I Warriors mancano però l'accesso ai play-off nonostante la squadra veda tra le sue stelle Chris Mullin e Tim Hardaway. L'anno dopo i Warriors arrivano ai play-off ma vengono subito eliminati dai Phoenix Suns. Le stagioni successive sono un disastro per i Warriors che cedono molti elementi della loro squadra come Chris Webber, Tim Hardaway e Chris Mullin. Sprewell gioca nei Warriors fino all'inizio della stagione 1997-98.

### L'aggressione e la sospensione
Sprewell nei Warriors ha un rapporto negativo con l'allenatore italoamericano P.J. Carlesimo. Come altri suoi compagni di squadra ritiene gli allenamenti troppo duri e l'allenatore non in grado di gestire la squadra. Durante un allenamento della stagione 1997-98 Carlesimo afferma che Sprewell non si sta impegnando abbastanza nella sessione di tiro a cui partecipava: Latrell viene mandato negli spogliatoi e per lui l'allenamento è finito. Nell'andare a cambiarsi Sprewell si dirige verso l'allenatore, insultandolo pesantemente e arrivando a mettergli le mani addosso. Successivamente si reca negli spogliatoi; torna però immediatamente in campo e prende Carlesimo per il collo sbattendolo contro il muro, tanto che i suoi compagni devono intervenire per evitare che la situazione degeneri. La notizia dell'aggressione suscita grande clamore e la dirigenza NBA commina a Sprewell una sospensione esemplare, che lo porta a star fuori dal campo fino all'inizio della stagione 1998-99. Il suo contratto viene rescisso d'ufficio.

### La finale NBA
Sprewell scatena però una notevole polemica, dovuta alla perdita degli stipendi che gli spettavano a seguito della rescissione del contratto. Viene rimesso sotto contratto dai Warriors per volontà della dirigenza NBA che aveva visto la sua immagine già abbastanza rovinata dalle polemiche che erano presenti sui giornali; inoltre la rescissione, pur avendolo danneggiato dal punto di vista economico, avrebbe in un certo senso "premiato" Sprewell dal punto di vista sportivo. Il giocatore avrebbe infatti potuto firmare per qualunque squadra desiderasse, magari con una con buone chance di titolo, lasciando i mediocri Warriors che avrebbero perso il loro miglior elemento senza guadagnarci nulla. Sprewell viene così reintegrato in rosa e immediatamente ceduto ai New York Knicks in cambio di John Starks e Chris Mills. A New York Latrell trova una squadra a metà della transizione tra l'era di Patrick Ewing e quella di Allan Houston. Sprewell gioca partendo dalla panchina e diventa immediatamente uno dei beniamini del Madison Square Garden. Nell'anno del lockout i Knicks arrivano ai play-off per pochissimo, con l'ultimo posto disponibile. Al primo turno incontrano i Miami Heat che sono favoriti nello scontro; le partite sono delle vere battaglie e i Knicks riescono a strappare la vittoria. Galvanizzati da questo successo i Knicks marciano compatti nella post-season, battendo prima gli Atlanta Hawks in 4 partite e gli Indiana Pacers in 6 partite. New York diventa la prima squadra a raggiungere la finale NBA partendo dall'ultimo posto del tabellone dei play-off. In finale i Knicks devono rinunciare a Ewing e durante la serie perdono anche Larry Johnson: non hanno quindi armi da contrapporre ai San Antonio Spurs di David Robinson e Tim Duncan e vengono sconfitti in 5 partite. L'anno dopo i Knicks ci riprovano, ma dopo aver sconfitto i Toronto Raptors e gli Heat, perdono dagli Indiana Pacers in 6 partite. È la fine del ciclo: l'anno dopo vengono eliminati al primo turno dai Raptors e nella stagione 2001-02 non raggiungono la post-season. Sprewell comincia a diventare inviso alla dirigenza nonostante continui ad essere il beniamino del pubblico. Viene ceduto nel luglio 2003 ai Minnesota Timberwolves.

### L'arrivo a Minneapolis
Nel Minnesota Sprewell trova un ambiente pronto a vincere, una squadra con Kevin Garnett e Sam Cassell. I Wolves raggiungono i play-off e marciano spediti, riuscendo a battere i Sacramento Kings in 7 partite. Arrivano alla finale della Western Conference perdendo diversi giocatori per infortunio: Cassell non riesce a dare un grande contributo e il playmaker di riserva Troy Hudson è anch'egli infortunato. Perdono così contro i Los Angeles Lakers in 6 gare. L'anno dopo sia Sprewell che Cassell polemizzano con la dirigenza dei Wolves per il rinnovo del contratto. Una squadra che l'anno prima era stata la seconda nella Conference, nella stagione 2004-05 non arriva ai play-off. Nell'estate 2005 Sprewell afferma di attendere un'offerta economica adatta a lui. Aspetta tutta la stagione 2005-06 senza ottenere un compenso soddisfacente, dopodiché decide di ritirarsi.

## Statistiche
| * | Primo nella lega |

### NCAA
| Anno      | Squadra            | PG | PT | MP   | TC%  | 3P%  | TL%  | RP  | AP  | PRP | SP  | PP   |
| --------- | ------------------ | -- | -- | ---- | ---- | ---- | ---- | --- | --- | --- | --- | ---- |
| 1990-1991 | Alabama Crim. Tide | 33 | -  | 26,2 | 53,5 | 41,7 | 69,0 | 5,0 | 1,9 | 1,1 | 0,5 | 8,9  |
| 1991-1992 | Alabama Crim. Tide | 35 | -  | 36,2 | 49,3 | 39,8 | 77,1 | 5,2 | 2,1 | 1,8 | 0,7 | 17,8 |
| Carriera  | Carriera           | 68 | -  | 31,3 | 50,7 | 39,9 | 74,0 | 5,1 | 2,0 | 1,4 | 0,6 | 13,5 |

### NBA

#### Regular Season
| Anno      | Squadra            | PG  | PT  | MP    | TC%  | 3P%  | TL%  | RP  | AP  | PRP | SP  | PP   |
| --------- | ------------------ | --- | --- | ----- | ---- | ---- | ---- | --- | --- | --- | --- | ---- |
| 1992-1993 | G.S. Warriors      | 77  | 69  | 35,6  | 46,4 | 36,9 | 74,6 | 3,5 | 3,8 | 1,6 | 0,7 | 15,4 |
| 1993-1994 | G.S. Warriors      | 82  | 82  | 43,1* | 43,3 | 36,1 | 77,4 | 4,9 | 4,7 | 2,2 | 0,9 | 21,0 |
| 1994-1995 | G.S. Warriors      | 69  | 69  | 40,2  | 41,8 | 27,6 | 78,1 | 3,7 | 4,0 | 1,6 | 0,7 | 20,6 |
| 1995-1996 | G.S. Warriors      | 78  | 78  | 39,3  | 42,8 | 32,3 | 78,9 | 4,9 | 4,2 | 1,6 | 0,6 | 18,9 |
| 1996-1997 | G.S. Warriors      | 80  | 79  | 41,9  | 44,9 | 35,4 | 84,3 | 4,6 | 6,3 | 1,7 | 0,6 | 24,2 |
| 1997-1998 | G.S. Warriors      | 14  | 13  | 39,1  | 39,7 | 18,8 | 74,5 | 3,6 | 4,9 | 1,4 | 0,4 | 21,4 |
| 1998-1999 | N.Y. Knicks        | 37  | 4   | 33,3  | 41,5 | 27,3 | 81,2 | 4,2 | 2,5 | 1,2 | 0,1 | 16,4 |
| 1999-2000 | N.Y. Knicks        | 82  | 82  | 40,0  | 43,5 | 34,6 | 86,6 | 4,3 | 4,0 | 1,3 | 0,3 | 18,6 |
| 2000-2001 | N.Y. Knicks        | 77  | 77  | 39,2  | 43,0 | 30,4 | 78,3 | 4,5 | 3,5 | 1,4 | 0,4 | 17,7 |
| 2001-2002 | N.Y. Knicks        | 81  | 81  | 41,1  | 40,4 | 36,0 | 82,1 | 3,7 | 3,9 | 1,2 | 0,2 | 19,4 |
| 2002-2003 | N.Y. Knicks        | 74  | 73  | 38,6  | 40,3 | 37,2 | 79,4 | 3,9 | 4,5 | 1,4 | 0,3 | 16,4 |
| 2003-2004 | Minnesota T'wolves | 82  | 82  | 37,8  | 40,9 | 33,1 | 81,4 | 3,8 | 3,5 | 1,1 | 0,3 | 16,8 |
| 2004-2005 | Minnesota T'wolves | 80  | 79  | 30,6  | 41,4 | 32,7 | 83,0 | 3,2 | 2,2 | 0,7 | 0,3 | 12,8 |
| Carriera  | Carriera           | 913 | 868 | 38,6  | 42,5 | 33,7 | 80,4 | 4,1 | 4,0 | 1,4 | 0,4 | 18,3 |
| All-Star  | All-Star           | 4   | 1   | 19,3  | 48,6 | 12,5 | 52,9 | 3,8 | 2,5 | 1,3 | 0,0 | 11,0 |

#### Play-off
| Anno     | Squadra            | PG | PT | MP   | TC%  | 3P%  | TL%  | RP  | AP  | PRP | SP  | PP   |
| -------- | ------------------ | -- | -- | ---- | ---- | ---- | ---- | --- | --- | --- | --- | ---- |
| 1994     | G.S. Warriors      | 3  | 3  | 40,7 | 43,3 | 34,8 | 66,7 | 3,0 | 7,0 | 0,7 | 1,0 | 22,7 |
| 1999     | N.Y. Knicks        | 20 | 8  | 37,2 | 41,9 | 16,0 | 85,0 | 4,8 | 2,2 | 1,0 | 0,3 | 20,4 |
| 2000     | N.Y. Knicks        | 16 | 16 | 43,8 | 41,4 | 33,3 | 78,4 | 4,4 | 3,6 | 1,1 | 0,3 | 18,7 |
| 2001     | N.Y. Knicks        | 5  | 5  | 42,4 | 40,7 | 21,4 | 76,0 | 3,0 | 3,4 | 1,0 | 0,2 | 18,4 |
| 2004     | Minnesota T'wolves | 18 | 18 | 42,8 | 42,1 | 38,5 | 77,9 | 4,4 | 4,0 | 1,6 | 0,7 | 19,8 |
| Carriera | Carriera           | 62 | 50 | 41,1 | 41,8 | 33,0 | 80,3 | 4,3 | 3,4 | 1,2 | 0,4 | 19,7 |

#### Massimi in carriera
- Massimo di punti: 49 vs Boston Celtics (11 dicembre 2001)[4]
- Massimo di rimbalzi: 13 (2 volte)
- Massimo di assist: 13 vs San Antonio Spurs (5 aprile 1997)
- Massimo di palle rubate: 8 vs Orlando Magic (26 marzo 1995)
- Massimo di stoppate: 5 vs Phoenix Suns (16 novembre 1993)
- Massimo di minuti giocati: 54 (2 volte)

## Palmarès
- NBA All-Rookie Second Team (1993)
- All-NBA First Team (1994)
- NBA All-Defensive Second Team (1994)
- 4 volte NBA All-Star (1994, 1995, 1997, 2001)